# Micrastur
Micrastur es un género de aves falconiformes de la familia Falconidae nativas de América. Son también conocidos vulgarmente como halcones monteses, selváticos o de bosque.
Habitan desde el norte de México, a través de América Central y en gran parte de América del Sur hasta el norte de Argentina. Se encuentran sobre todo en las selvas tropicales o subtropicales, pero las especies más comunes, Micrastur semitorquatus y Micrastur ruficollis viven en hábitats más abiertos y secos.
Son similares a los gavilanes, pero a diferencia del gavilán son ágiles en vuelo y veloces para atrapar a sus presas. Tienen alas cortas y cola larga y la audición extremadamente aguda.
En 2002, una nueva especie llamada Micrastur mintoni fue descubierta en la selva atlántica de la Amazonia de Brasil y  Bolivia.

## Especies
Incluye las siguientes especies:

- Micrastur ruficollis
- Micrastur plumbeus
- Micrastur gilvicollis
- Micrastur mintoni
- Micrastur mirandollei
- Micrastur semitorquatus
- Micrastur buckleyi